# 가네코역
가네코역(일본어: 金子駅, かねこえき)은 일본 사이타마현 이루마시에 있는 철도역이다.

## 타는 곳
| 1 | ■ 하치코 선 | 고마가와 방면 가와고에 선에 직결 운행 가와고에 방면 |
| 2 | ■ 하치코 선 | 하이지마·하치오지 방면                              |

## 역세권 정보
- 수도권 중앙 연락 자동차도 오메 나들목

## 역사
- 1931년 12월 10일: 영업 개시.

## 인접역
| 동일본 여객철도 ■ 하치코 선 | 동일본 여객철도 ■ 하치코 선 | 동일본 여객철도 ■ 하치코 선 |
| --------------------------- | --------------------------- | --------------------------- |
| 하코네가사키 하치오지 방면  |                             | 히가시한노 고마가와 방면    |